# 日本東京中華西太后餐廳事件
中華西太后是日本东京東中野的一家中华料理餐馆。
2023年12月9日，中国大陆红人“油头四六分”发布视频短片，其中他发现一家店铺门口张贴有禁止中國人及韓國人入內的告示。他在短片中抨击做法涉嫌种族歧视，随后进入商店与老闆争执，主张此类告示违反法律规定；老闆则要求其离开，油头四六分随报警寻求处理。警方到场后表示无法强制要求店家撤除告示，并劝说他离开。此事件曝光后，在中国社交平台上引起了广泛关注。之后油头四六分向记者称已向中国驻日本大使馆、东京法务局等机构反映情况。韩联社引述报道称，12月13日，店主因为涉嫌歧视被立案，餐馆短暂被关。根據香港01報道，雖然影片中餐廳的行爲確實違反了日本反歧視法律的規定，條例禁止對任何人歧視和不平等 （包括對於國籍、出身、種族、性別、信仰、殘疾等方面的歧視，而「中國人、韓國人不得入內」的標語涉嫌限制了特定族群的進入權利，違反了反歧視法律的規定），但相關條例沒有罰則，現時只有鄰近東京的川崎市有日本第一個附帶相關歧視罰則的條例，可處最高50萬日圓。
不過，事件很快出現「反轉」。「油頭四六分」最初發布的視頻被指存在字幕翻译造假行為，店長對於張貼告示的回應實際意思是「中國疫情原因」，而非「中國人讓我噁心」。店長本人亦在停業數天後，選擇撤下原有告示，並另外出示一份告示稱，是由於「妻子身體不好，防止感染擴大」，因此暫時不允許剛到日本的中國人來店，並表示歡迎在日中國居民光顧。

## 國際輿論

### 台灣
此事件随后被多家台湾媒體报导。报导称2023年12月15日，台灣網友James Hsieh在推特寫文，向該日本老闆建議稱，該等中國網紅到店裡鬧，所要正是流量，因此該做之事並非揮手叫他出去或報警，而是在店裡貼滿反對64天安門和支持台獨字眼的紙條，當面咆哮64天安門支持藏獨疆獨台獨，對方就不敢來鬧。据报道該建議被日本網民轉發並翻譯，很快得到廣大迴響，也被當事店家採用。在中华西太后餐厅恢復營業后，将原先“禁止中國人及韓國人入内”的告示更换成香港独立、习维尼、8964、坦克人、南粤独立等涉及中國敏感议题的圖像文字海報。报道称日前曾到店裡“大鬧”的網紅「油頭四六分」“果然中招”，在最新影片中，因為拍到相關圖文標語，導致影片在中国大陆平台微博、抖音等平台被下架。老闆也在店外貼上「臺灣獨立」標語、在店內掛上臺灣作家徐玫怡設計製作的黑底綠字「莫惹台灣 Do not piss Taiwan off」毛巾慶功阻止“小粉紅繼續鬧事”。

### 香港
追新聞報導，香港文化研究及政治學學者黃偉國周二（12月19日）親身光顾中华西太后餐廳，特意點了煎餃子和蛋炒飯，用以諷刺毛澤東長子毛岸英在韓戰時據稱因製作蛋炒飯而遭空襲身亡。他接受《追新聞》訪問時表示，中华西太后在Google找不到營業時間資料，估計是由一位六七十嵗的老店主獨自經營，廚房和樓面一手包辦，不懂使用社交平台宣傳自己，因為近日被中國網紅“出征”，反而成為「熱門黃店」，吸引大批日本等地的年輕人排隊「朝聖」。
香港01報導，始作俑者「油頭四六分」的抖音主頁IP地址現在顯示為湖南，亦沒有再上傳新的影片，有網民猜測「油頭四六分」是否為避風頭而返回中國。

### 日本
此事件曝光後在網路掀起熱議，日本反中情緒再度升溫，日本网络上有言论称要中國人「滾出去」。
日本前足立區議會議員松丸誠在社媒平台X上發文表示，其已經向警視廳分享信息並諮詢了相關情況，要求責任單位調查與逮捕涉嫌騷擾餐館的人士。警方已同意將進行調查。
日本媒體人矢板明夫則在臉書上表示，「我同時為那些小粉紅感到悲哀。一群在自己國家被政府欺負卻從來不敢吭聲的人，到國外的文明社會，利用別人的寬容，用野蠻粗暴的方式貌似為自己爭取權利，實際上是在霸凌別人，怎麼可能得到別人的尊重呢？」